# Saroyan Ülkesi

El poster de la pel·lícula

Saroyan Ülkesi (turc), Saroyan Land (anglès) o País de Saroyan és una pel·lícula documental sobre el viatge del 1964 que va fer l'escriptor estatunidenc William Saroyan (1908-1981) a Bitlis, la ciutat dels seus ancestres, a Turquia. La pel·lícula va ser dirigida per Lüsin Dink, directora que pertany a la comunitat armenia turca, i va ser rodada parcialment a Istanbul i la resta entre Trebisonda i Bitlis. Dink va preparar el guió segons els escrits de Saroyan, nascut als Estats Units (el 1908) i que no va anar a Turquia fins al 1964. Saroyan Ülkesi va fer el seu debut mundial en el 32e Festival Internacional de Cinema d'Istanbul del 2013. La pel·lícula va guanyar el Premi "Albercoc d'Argent" en la categoria "Panorama d'Armènia" del Festival Internacional de Cine Albercoc d'Or a Armènia i fou presentada en la secció "Open Doors" del Festival de Locarno, també del 2013.